# Рамадан
Рамада́н (араб. رمضان) або Рамаза́н (крим. ramazan, тур. ramazan) — місяць обов'язкового для мусульман посту (араб. صوم «саум» або загальнотюркське ураза), є одним з п'яти стовпів ісламу. Протягом місяця Рамадан правовірні мусульмани в денний час відмовляються від вживання їжі, пиття, куріння та інтимної близькості. Тривалість місяця становить 29 або 30 днів і залежить від місячного календаря (див. Ісламський календар). Піст починається з початку світанку (після ранкового азана) і закінчується після заходу сонця (після вечірнього азана).
Щодня перед початком посту мусульмани дають слово дотримуватися його. Мусульманам бажано за пів години до появи зорі закінчити ранкове вживання їжі (сухур), і почати розговіння (іфтар) відразу після настання часу розговіння. Розговлятися рекомендується водою, молоком, фініками тощо. Щодня після нічної молитви (іша) мусульмани колективно здійснюють добровільну молитву таравіх, що складається з 8 або 20 ракаатів. В останні десять днів місяця настає ніч аль-Кадр (ніч могутності, ніч приречення). У перший день місяця шавваль, на честь закінчення Рамадану проводиться свято розговіння. У цей день мусульмани здійснюють святкову молитву і виплачують обов'язкову милостиню.

## Суть священногоРамадану
Рамадан є Священним місяцем ісламу. Мусульмани дуже чекають на його прихід, адже вважається, що саме у Рамадан Бог надіслав Пророку Мухаммеду перше одкровення Кур'ану. А вже згодом Всевишній звелів мусульманам постити в Рамадан:
|  | «О ті, хто увірував! Приписаний вам піст, так само як його було приписано тим, хто жив до вас, — щоб ви були богобоязливими!» (Кур'ан, 2:183) |

 і ще:
|  | «В місяць Рамадан, в який було низпослано Кур'ан як дороговказ для людей, як роз’яснення прямого шляху і розрізнення (між істиною і кривдою), хто з вас застав цей місяць, мусять поститися...» (Кур'ан, 2:185) |

Піст протягом рамадану навчає цінувати Божі дари — їжу й пиття. Віряни на власному досвіді пізнають почуття голоду. Це спонукає бути чуйнішими до потреб мільйонів бідних людей. Саме протягом Рамадану мусульмани намагаються бути особливо щедрими.
Під час Рамадану мусульмани пильно стежать за своєю поведінкою, мовою, утримуються від лайки й поганих вчинків.
Лише протягом Рамадану, окрім обов'язкових п'ятикратних молитов, щоночі мусульмани додатково здійснюють індивідуальні або колективні молитви, які називаються таравіх. Існує також сунна (практика) Пророка Мухаммеда, що полягає у прочитанні протягом Рамадану всього Кур'ану.
Останні десять днів Рамадану особливо цінні для мусульман, тому що саме в одну з цих ночей Пророку Мухаммеду було надіслане перше одкровення з Кур'ану. Поява наступного молодого місяця знаменує закінчення Рамадану.
Священний місяць Рамадан — час, коли мусульмани, завдяки зменшеному перейманню мирськими турботами, мають хорошу можливість присвятити себе Богові, вдосконалюючи свою моральність і духовність.

## Дотримання посту під час Рамадану

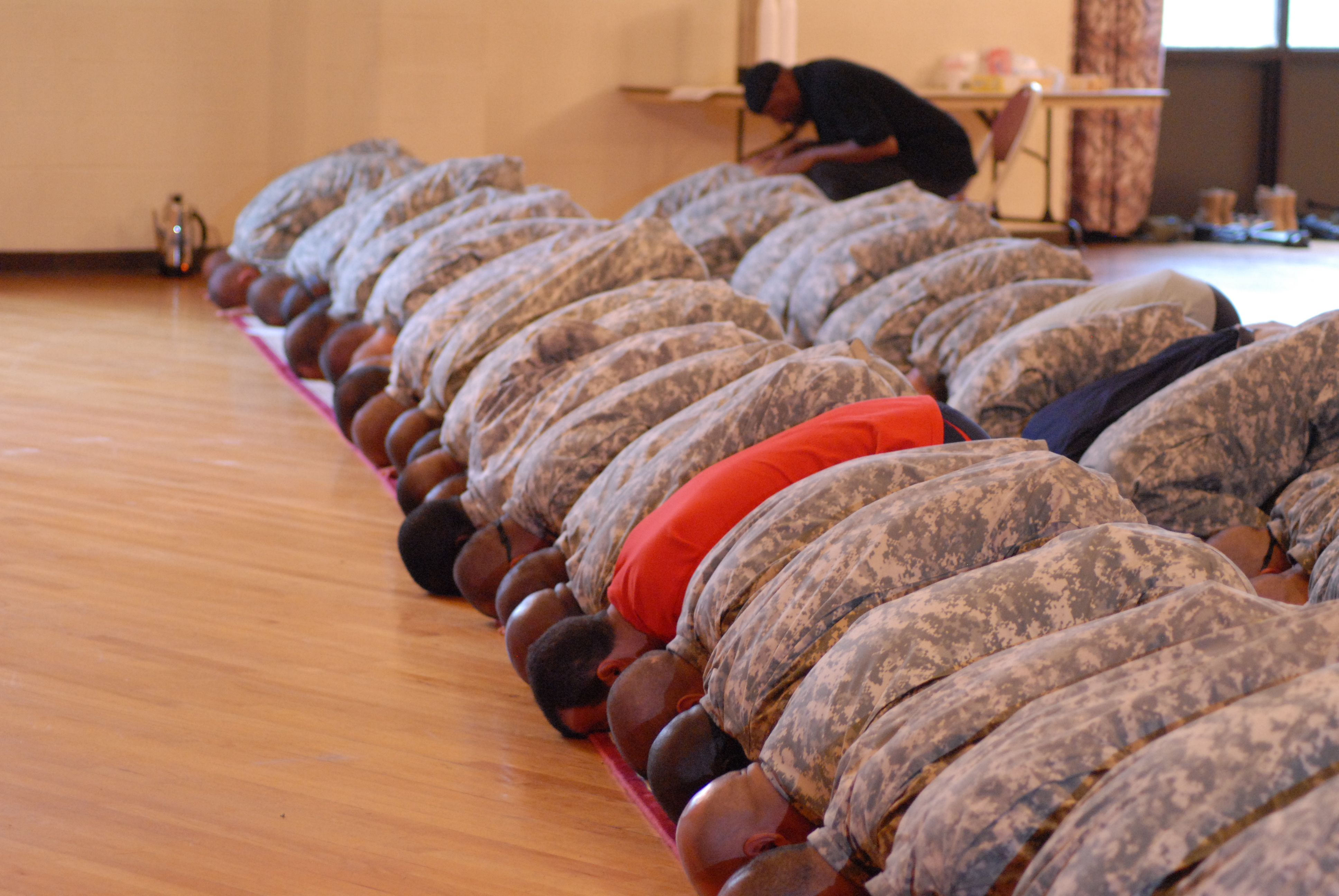
Американські солдати роблять намаз, святкуючи кінець Рамадана, США

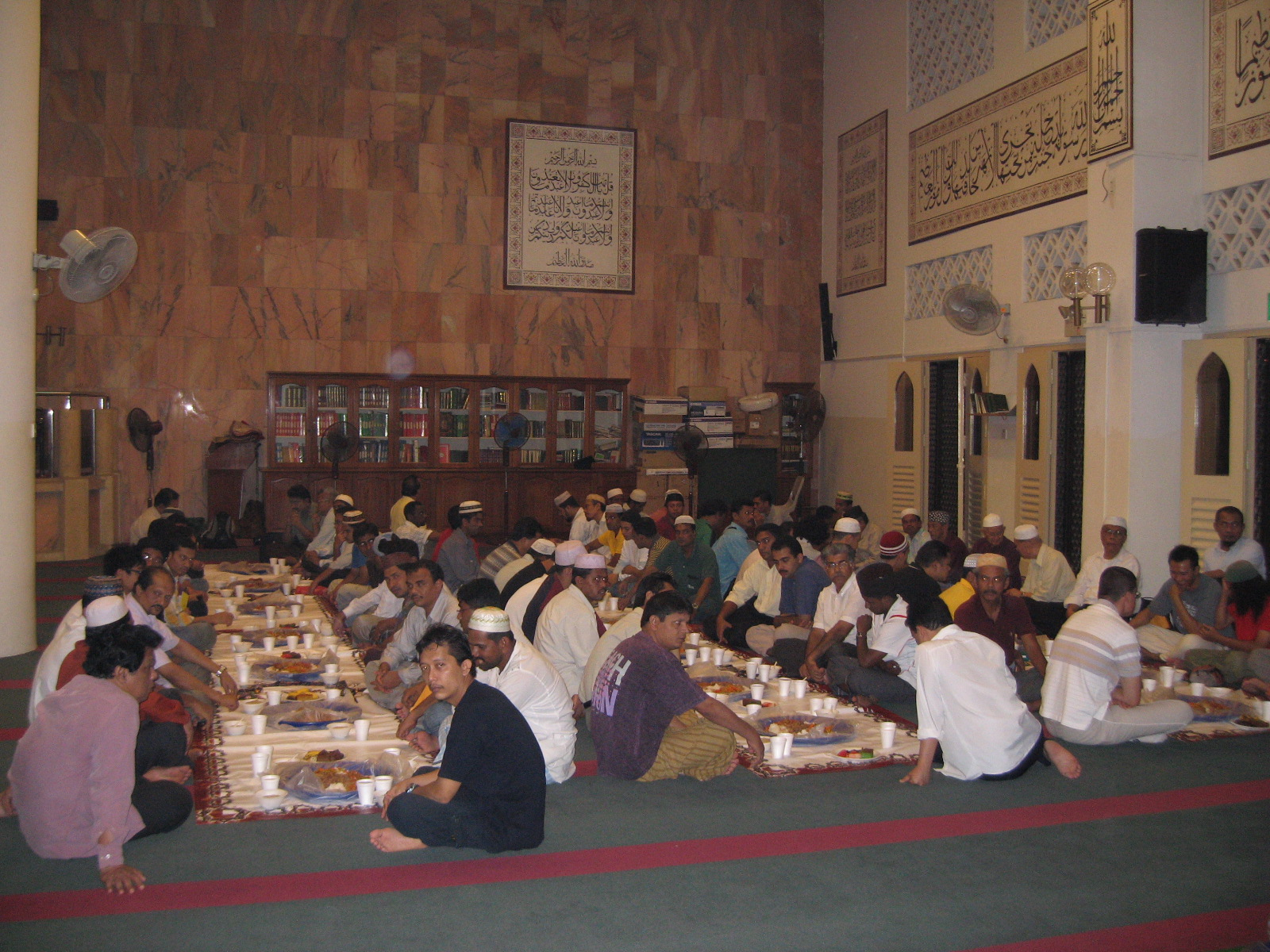
Люди, що зібралися ввечері у мечеті з закінченням денного посту, Індонезія, 2006

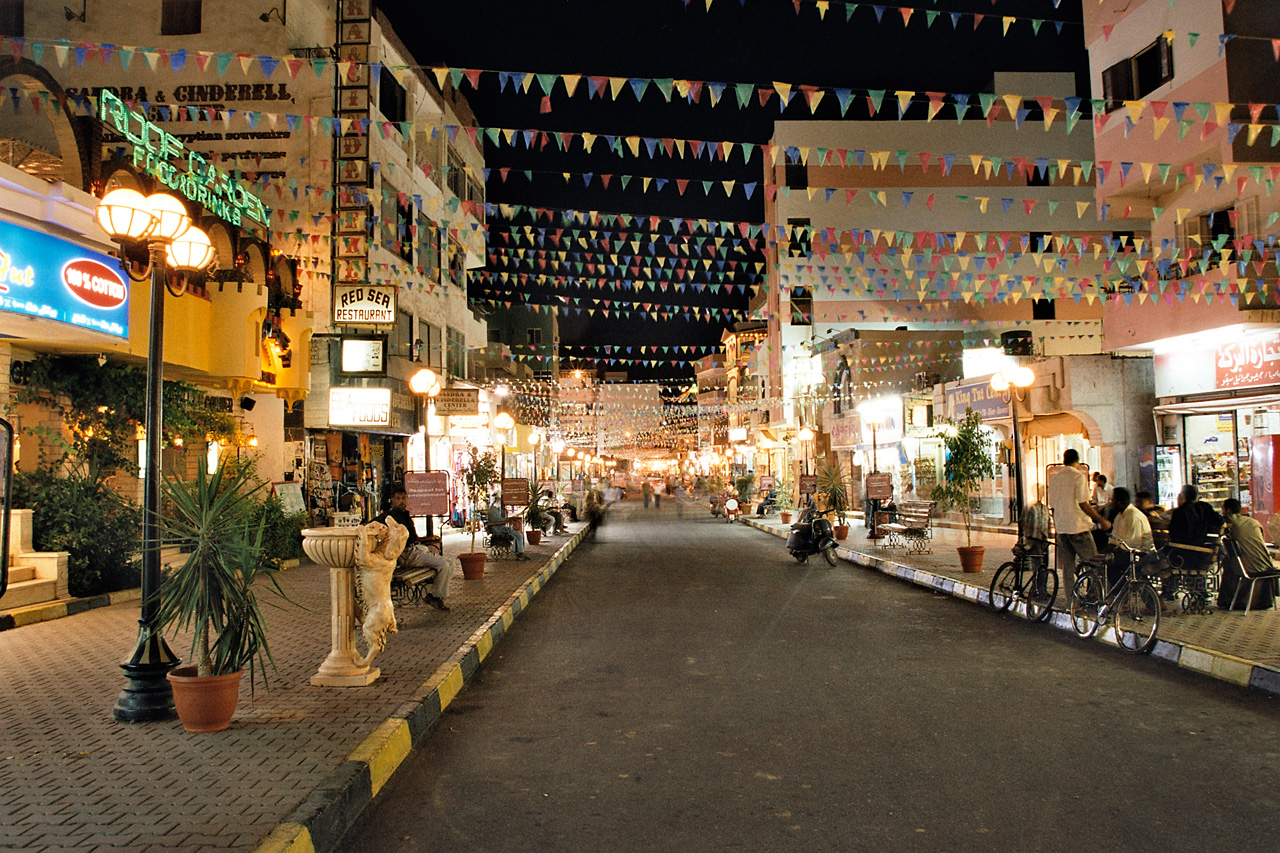
Святкові прикрашання на час Рамадану, Хургада, Єгипет, 2004

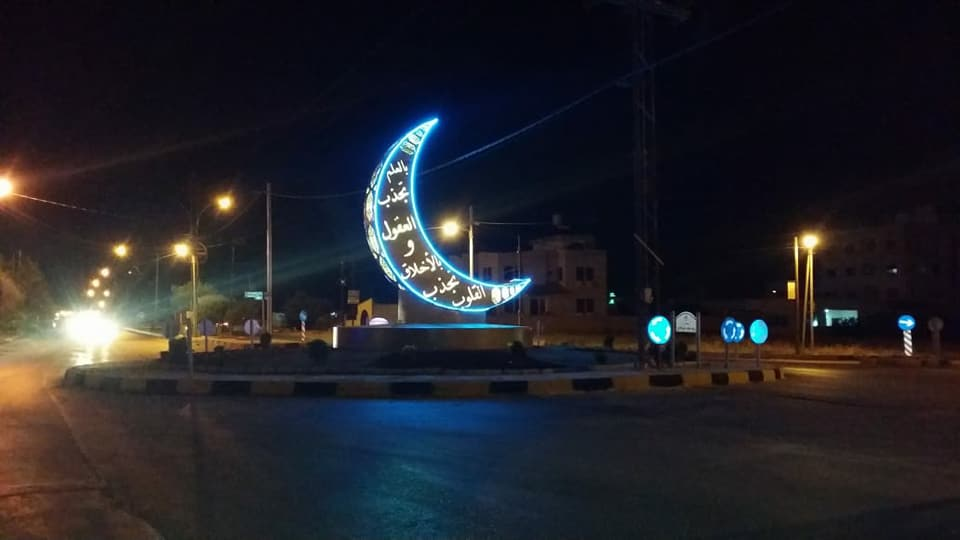
Святкові прикрашання на час рамадану, Йорданія

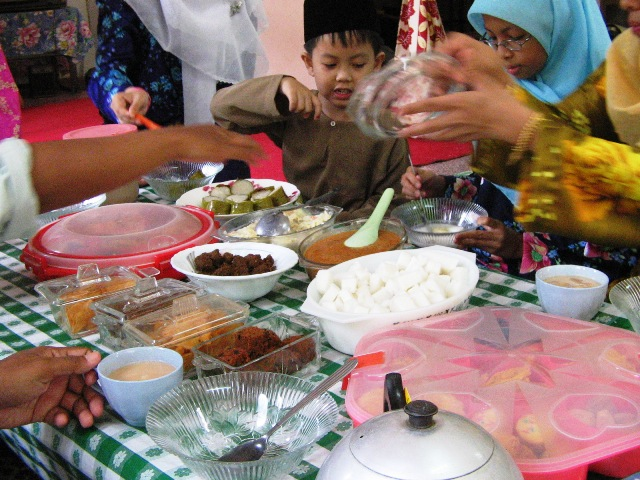
Харе Райя, Малайзія, 2006

Ураза включає заборону вживати не тільки їжу, а й воду, а також мати інтимні зносини у світлу пору доби. Відмова від прийому їжі від часу, «коли чорна нитка починає відрізнятися від білої» і до повного заходу сонця, тобто від ранкового намазу (фаджр), цей час має назву сухур, і до настання вечірнього намазу (магриб), після чого наступає іфтар, аж ніяк не є самоціллю посту. Змістом помірності й постування як такого є зміцнення віри, духовне зростання, переосмислення свого способу життя, пріоритетів тощо. Піст для мусульман, як і в решті релігійних систем — це щонайперше можливість відійти від життєвих розкошувань, замислитись і визначити для себе щирі життєві цінності.
Дотримання урази є одним зі стовпів ісламу; його повинні дотримуватися усі дорослі мусульмани, що досягли статевої зрілості. Виняток зроблений для тих, хто не в змозі поститися — люди похилого віку або мусульмани, що мають хронічні захворювання. Але тоді такі мусульмани повинні за кожний день недотриманого посту нагодувати знедоленого або надати допомогу нужденним (у розмірі не менш від тієї суми, що витрачається щодня на їжу). Також від посту звільняються ті, кого Рамадан застав у дорозі або за інших обставин, які унеможливлюють його дотримання (наприклад, мусульмани, що перебувають за кордоном, скажімо у відрядженні, в середовищі немусульман). У цьому випадку пропущені дні посту заповнюються днями наступного місяця. Виняток зроблений і для вагітних жінок і жінок, у яких період менструації.
У разі самовільного або ненавмисного недотримання урази істинний мусульманин також зобов'язаний спокутувати свою провину, нагодувавши жебраків за кожний пропущений день посту.
Із заходом сонця після вечірнього намазу в мечеті, кав'ярні, кальянні кімнати і забігайлівки мусульманських міст заповнюються чоловіками-мусульманами, які споживають їжу, п'ють каву, курять кальян тощо. В деяких країнах (Малайзія, Індонезія) все це відбувається просто у мечеті.
Протягом усього Рамадану міста у мусульманських країнах святково прикрашені прапорцями, ліхтариками, паперовими й неоновими гірляндами тощо.

## Рамадан в різних країнах світу
Традиції та поклоніння у Священне Свято Рамадан мають певні принципи, але спосіб проведення церемоній Іфтар (араб. إفطار) та Сухур (араб. سحور) в різних частинах світу традиційно відрізняються один від одного, що може бути обумовлено кліматом і різницею в індивідуальних і соціальних характеристиках різних суспільств.

### Атмосфера у священному місяці Рамадан в Туреччині
Рамадан проводиться в Туреччині з особливою пристрастю. Розстелення довгої скатертини іфтара на вулицях і початок розговіння під час іфтара є частиною традиції народу цієї країни. Прикрашання вулиць і провулків є однією з традицій цього благословенного місяця. Турецькі мечеті в Рамадан також процвітають через велику кількість вірян.
Однією з традицій свята, яка надає особливу атмосферу посту, особливо під час таїнства, є читання «Чавоші Хавані» в його традиційній формі. У цьому місяці деякі турецькі телеканали також представляють спеціальні програми, що транслюють ісламські заповіді і серіали до іфтара і на світанку.
Священний місяць Рамадан супроводжується спеціальними прийомами їжі в Туреччині. Оливки та фініки, принаймні, 2 типу сиру, включаючи звичайні сири й сири, звані Кашари, є одними з найпопулярніших продуктів в цьому місяці, так що їх можна побачити майже в кожному будинку. В цей місяць турецькі мусульмани купують спеціальні страви для іфтара, а жінки також в цьому місяці готують у своїх будинках спеціальні солодощі Рамадана, як, наприклад, каефе і пахлава.

### Церемонія Рамадан в Афганістані
Афганський народ святкує Рамадан і робить це щороку. Перший день місяця Рамадана оголошений урядом офіційним вихідним днем, і мусульмани готуються до проведення спеціальних церемоній в цьому місяці в країні. Пост в культурі Афганістану займає особливе місце, і молитви, проповіді поширені в мечетях і святих місцях поклоніння.
Читання Священного Корану є однією з найважливіших традицій, якій афганський народ приділяє особливу увагу під час священного місяця Рамадан. Також заведено надавати продукти для бідних і допомагати їм в цій країні, і більшість мечетей в країні ночами у свято Рамадан організовують іфтар.
В Афганістані, як і в Ірані, люди використовують спеціальні продукти на скатертинах іфтар, скатертини більш насичені в Рамадан, навіть в бідних сім'ях. Також дуже поширене використання спеціальних афганських солінь, як чатні, фініків, у зв'язку з їх високою харчовою цінністю і зульбія, у зв'язку з чим афганці кажуть, що в цьому місяці у них багато гостей.

### Обряди Рамадану в Індії
Попри безліч різних релігій і напрямків в Індії, церемонія священного місяця Рамадан завжди була дуже важлива. Трансляція релігійних програм і ісламських проповідей по радіо і телебаченню, виділення сторінок газет і журналів на освячення подій священного місяця, здійснення релігійних заходів відповідно до цього місяця і культурні конференції, в тому числі церемонії, щороку в місяць Рамадан проходять в Індії.
Мечеті і релігійні місця розписані до священного місяця Рамадан і прикрашені барвистими тканинами. Ринки в цій країні — колір Рамадана, а немусульманські секції пропонують спеціальні предмети для священного місяця Рамадан.
Індійські мусульмани зазвичай починають розговіння з солі, гарячої води й фініків, а потім вживають рис і хліб, приготовлену сочевицю, Халім і харріс з перцем і спеціями. Постійна церемонія в Іфтар і Сухур індійських мусульман — це вживання особливого виду їжі, званого «Агнеси», який складається з м'яса і рису. Спеціальні напої Рамадану в цій країні — лимонний сік і молоко, змішані з водою, які, на думку індусів, будуть стимулювати енергію при голодуванні для нічного богослужіння. В Індії «сахархавани» займають значне місце. Перед ранковою молитвою вони пробуджують людей, щоб вони прокинулися на світанку і зробили поклоніння.

### Погляд на звичаї Рамадану в Об'єднаних Арабських Еміратах
Заснований на давніх традиціях, священний місяць Рамадан відзначається з другої половини місяця Шабан в ОАЕ. Носіння спеціального одягу для дітей з вишивкою під назвою «Право Аллаха», є однією з найважливіших традицій місяця Шабан. Організація колективних іфтарів на килимах, які розстеляють на землі, додає особливу славу цьому місяцю в ОАЕ, щовечора збираючи всіх місцевих жителів під час Азан-Магрибу. Рис, самбуса, фініки, солодощі, халва, молоко, сир і фрукти є одними з найважливіших продуктів під час іфтар. Діалог з релігійних питань і гімн Пророка (Дбар!) відносяться до традицій, які поширені серед жителів Еміратів. Також є працівники, які пробуджують людей на світанку. В ОАЕ покарання за недотримання поста — один місяць позбавлення волі або штраф в розмірі 2000 Дирхам готівкою.

### Традиції в Рамадан в Омані
Відвідування сімей один одного в Омані є однією зі спеціальних церемоній в цей місяць, в ході якого гості лягають спати кожен день в домі одного з племен. Оманці їдять спеціальні продукти, такі як м'ясо, рис, чай і кава на світанку.
Оманські діти в ході гри під назвою «Горнагшаве» бродять по вулицях від одного будинку в інший і, стоячи перед ними, просять у господарів солодощі. В Омані світське життя в місяць Рамадан карається тюремним ув'язненням і штрафами.

### Рамадан в Албанії
Барабанна гра — одна з найважливіших традицій Албанії, коли мова йде про дотримання священного місяця Рамадан. В цій країні, де все більше мусульман об'єднуються в місяць Рамадан, навіть християни разом зі своїми релігійними братами іноді дотримуються посту і поклоняються в цей місяць.
Ще одна примітна традиція в Рамадан в Албанії — читання Корану в мечетях. Також імами мечетей в перші дні цього місяця читають тлумачення до Корану після полуденної молитви. А в кінці албанські мусульмани збираються разом і роблять добру традицію розговіння.

### Ритуали Рамадану в Бахрейні
З початком священного місяця Рамадан в Бахрейні люди й діти одягають традиційні сукні своїх предків, щоб заспівати релігійні пісні своїм сусідам та отримати солодощі. Спеціальні солодощі готуються у священний місяць Рамадан та використовують під час Іфтару. В цей місяць в Бахрейні поширені релігійні обряди. Покарання за пост в громадських місцях в Бахрейні становить 3 місяці.

### Ритуали Рамадану в Пакистані
У священний місяць Рамадан мечеті у Пакистані особливо гучні та жваві. Після молитов на іфтар подаються фініки, м'ясо і рис, а в останні десять днів місяця Рамадан, віряни завітають до мечетей, де вживають солодощі та халву.
Церемонії іфтар в Пакистані вважаються найкрасивішими традиціями Рамадану в країні. Люди в Ісламабаді за кілька годин до іфтара збираються, щоб забезпечити все необхідне, а ринки та магазини переповнені за кілька годин до іфтара.
Крім того, в ході свята віруючі пакистанці не забувають про нужденних у своїй громаді й перетворюють місяць Рамадан в місяць благодійності та співпраці. Бізнесмени також знижують ціни на основні товари, включаючи овочі, м'ясо та інші предмети, щоб зробити внесок в допомогу бідним і малозабезпеченим групам, щоб вони отримали доходи в цьому місяці.

### Традиції Рамадана в Сирії
Сирійський народ має старі звичаї для священного місяця Рамадан, які сходять до часу прибуття Ісламу в Сирію і розширення ісламських територій, що дало відбиток на повсякденну діяльність, а також на культуру їжі. У всіх районах Сирії в місяці Раджаб і Шабан — це нічне життя і поклоніння. «Барабанна» церемонія в сухур вважається однією з найважливіших релігійних практик в Сирії, щоб розбудити людей і підготуватися до приготування їжі для Сухур. Колективно збираються навколо святкового столу і їдять продукти. М'ясо, рис, риба, овочі, шашлики, салати, чай, сир, варення, оливкова олія і яйця є одними з найважливіших страв в цей місяць.
У Сирії мусульмани також збираються під час Сухур, і поклоніння відбувається в формі колективних ранкових молитов. Читання Корану до північного Азану також є церемонією, що проводиться в цій країні. Перша частина 10 днів Рамадану, яка називається «десятка продовольства» в Сирії, є залученням уваги людей до забезпечення харчування нужденних. Друга частина місяця називається «десятка одягу», тому що вони готуються до святкування Ід аль-Фітр, купуючи одяг і допомагаючи бідним, а остання частина — «Десятка солодощів», час покупки й продажу знаменитих солодощів на ринках.

### Священний Рамадан в Саудівській Аравії
В місяць Рамадан в Саудівській Аравії відбуваються особливі традиції, в тому числі зміна способу життя, що є для них ознакою божественного місяця. У Саудівській Аравії тисячі мусульман у священний місяць Рамадан дотримуються посту і проводять церемонії поклоніння. Церемонії Іфтар і Суфур також мають особливу пишність після групового богослужіння. Арабська кави, фініки, фарш і риба є одними з найважливіших страв в Рамадан в Саудівській Аравії. Крім того, недотримання посту в Саудівській Аравії призводить до прочуханки й тюремного ув'язнення.

### Рамадан в Кувейті
З початком священного місяця Рамадан кувейтці прикрашають мечеті квітами й численними ліхтарями, які працюють на електриці й свічками в різних регіонах і околицях країни. Суміш сушених ядерець горіхів, сушений інжир, пелюстки троянд і волоські горіхи, званих «каркеїан», є одними з найважливіших закусок в Рамадан. Велика кількість скатертин Іфтара робить ринок продуктів харчування в місті ще більш привабливим, і люди роблять всі види їжі для столів Іфтар і Сухур. У Кувейті покарання за недотримання посту в громадських місцях складає одномісячне тюремне ув'язнення або штраф у розмірі 100 динарів.

### Рамадан в Єгипті
У цей місяць всі єгиптяни, як мусульмани, так і не мусульмани, святкують церемонії священного місяця. У Каїрі, столиці Єгипту, є особливі свята, які мають особливе значення для народу, які збереглися з епохи фараонів, коптів і ісламу. Посилаючись на ознаки цих урочистостей, існує безліч відмінностей. Іфтар все люди починають з фініків і води й проводять поклоніння в цей місяць.
Хоча у всіх єгипетських містах є електрика, але як і раніше світильники символізують Рамадан. Ринок цих ліхтарів гарячий під час Рамадану, і люди використовують їх для прикрашання будинків і алей. В цьому місяці єгипетські діти читають під ці ліхтарі знамениті гімни й поезію.
Єгипетські мусульмани збираються після іфтара в кафе і наметах для Рамадана, для нічних обрядів, молитов та змагань.

## Завершення рамадану— свято розговіння
Дивіться: Свято розговіння
Завершується місяць Рамадан і піст другим за значенням мусульманським святом — святом розговіння (араб. عيد الفطر, Ід уль-Фітр; тюркське Ураза-байрам; малайське Харе Райя), що починається із заходом сонця останнього дня місяця й триває упродовж наступних двох днів місяця шавваль.
Після завершення колективної молитви в мечеті першого дня шаввалю мусульмани вирушають на святкову учту, в ході якої заведено частувати не лише рідних і близьких, але й сусідів, знайомих (незалежно від їхнього віросповідання). Обов'язковою умовою святкувань є також роздавання милостині (садака).
У святкові дні заведено відвідувати могили родичів.